# Angela Rayner
Angela Rayner (született Bowen, Stockport, 1980. március 28. –) brit politikus, parlamenti képviselő, 2024 óta az ország miniszterelnök-helyettese. 2020. április 4. óta a Munkáspárt helyettes vezetője.